# Temporada de premios Óscar
La temporada de premios Óscar (llamado en inglés como Oscar season) es el período del año durante el cual los estudios cinematográficos de Hollywood estrenan o promocionan aquellas producciones que consideran con mayor potencial para recibir elogios de la crítica, con el objetivo de obtener nominaciones y galardones en los Premios de la Academia.

## Criterios
Esta temporada suele iniciarse en el otoño del hemisferio norte, una vez concluido el periodo tradicional de estrenos veraniegos centrados en producciones de alto presupuesto como los taquillazos (blockbusters). Aunque el mes de octubre está habitualmente asociado a lanzamientos de cine de terror, es también el momento en que aparecen las primeras películas con aspiraciones a los Óscar. Posteriormente, en noviembre y diciembre, el ritmo de estrenos con perfil de premiación se intensifica de forma más constante.

## Orígenes
Los Premios Óscar se celebran tradicionalmente a finales de febrero. Las películas galardonadas en esta ceremonia suelen experimentar un aumento significativo en taquilla y visibilidad. Por ello, los estudios programan los estrenos de sus títulos considerados "dignos del Óscar" (Oscar worthy) durante el último trimestre del año, antes del cierre de elegibilidad, con la intención de que permanezcan frescos en la memoria tanto de los críticos como de los votantes de la Academia, aumentando así sus posibilidades de ser nominados y premiados.

## Campaña de promoción
Durante la temporada de premios Óscar, los estudios cinematográficos llevan a cabo extensas campañas promocionales con el fin de posicionar sus producciones entre las favoritas de la Academia de Artes y Ciencias Cinematográficas. Estas campañas implican un considerable desembolso económico destinado a influir, de manera indirecta, en los votantes.
Una figura particularmente polémica en este ámbito fue Harvey Weinstein, entonces al frente de Miramax, conocido por sus agresivas estrategias de campaña. Se le atribuyen prácticas controvertidas, como la supuesta difusión de rumores sobre el matemático John Forbes Nash —acusándolo de antisemitismo— con el objetivo de perjudicar las posibilidades de A Beautiful Mind en favor de In the Bedroom, cinta distribuida por Miramax. Asimismo, aunque no se ha probado, se sospechó de su intervención directa en la nominación de The Reader en 2009, a pesar de las críticas mixtas que recibió dicha obra.
El proceso de campaña representa una de las pocas instancias en las que las distribuidoras independientes —con producciones de presupuesto moderado o reducido— pueden competir exitosamente con los grandes estudios y sus superproducciones. Dado que los votantes de la Academia suelen inclinarse por contenidos de carácter más serio o reflexivo, con frecuencia las películas de alto presupuesto y perfil comercial quedan relegadas en favor del cine independiente.
Las estrategias de campaña incluyen anuncios promocionales bajo la fórmula "para su consideración" (for your consideration), participación de actores y directores en seminarios de la industria, eventos exclusivos por invitación, cobertura en medios especializados, proyecciones en salas de cine, distribución digital o física (DVD) de las películas a votantes, así como envíos directos de materiales promocionales tanto por correo electrónico como impreso.
La Academia establece normativas específicas para limitar el proselitismo abierto entre sus miembros, las cuales suelen ser respetadas por la industria. No obstante, es común que altos ejecutivos de los estudios participen activamente en la promoción de sus producciones, por ejemplo, organizando reuniones privadas con personalidades influyentes del medio antes de la ceremonia. Un caso notable fue el de Ronald Meyer, director ejecutivo de Universal Studios, quien habría intentado influir en miembros de la Academia como Ron Howard, Brian Grazer y Frank Langella mediante la realización de un cóctel exclusivo en el restaurante Nobu West.